# Andrés de Villela
Andrés de Villela (o Vilela) y Larraondo (* Bogotá, 29 de noviembre de 1594-† Lima, 7 de febrero de 1674), magistrado criollo de origen vizcaíno que ocupó altos cargos políticos y académicos en el Virreinato del Perú.

## Biografía
Sus padres fueron el capitán Andrés de Villela y Arciniega, y la dama vizcaína Magdalena de Larraondo. A temprana edad pasó a España, donde cursó estudios en el Colegio Mayor del Arzobispo, perteneciente a la Universidad de Salamanca, donde obtuvo el grado de Licenciado en Leyes e incluso dictó la cátedra de Decretales Mayores, llegando a rector de su Colegio.
Distinguido con el título honorario de Consejero de Su Majestad, retornó a Bogotá, donde ejerció como procurador general del cabildo. Nombrado oidor de la Real Audiencia de Lima (1634), tomó posesión de su cargo al año siguiente. En Lima, además fue incorporado a la Universidad y se le encargó la visita del distrito de la Audiencia. A su retorno fue investido con el hábito de caballero de la Orden de Santiago, en 1643, contrayendo matrimonio sin esperar la licencia real que lo autorizara, por lo que fue sometido a la investigación inquisitorial. Sin embargo, como oidor decano, recibió del virrey Marqués de Mancera el encargo de representarlo en diversos casos, durante su ausencia de Lima. 
Durante el gobierno del Conde de Salvatierra se le encargó la visita del asiento minero de Huancavelica, para ordenar el trabajo efectuado en sus galerías (1649), siendo suspendido de su magistratura hasta 1652. No obstante fue condenado a pagar varias multas, por omisión de obligaciones o comisión de excesos en el uso de sus atribuciones. Debido a ello, se dispuso su traslado a la Real Audiencia de México en calidad de oidor supernumerario (1663), pero declinó el nuevo cargo y obtuvo su jubilación (1665).
Elegido rector del claustro sanmarquino (1667), presidió el recibimiento que la Universidad le hizo al virrey Conde de Lemos (1668). En sus últimos años tuvo fuertes presiones de la Corona para que cancelara las multas a las que había sido condenado.

## Matrimonio y descendencia
Contrajo matrimonio en Lima con la dama cusqueña Antonia de Esquivel y Jaraba, hermana mayor del primer Marqués de San Lorenzo del Valleumbroso, de cuya unión tuvieron los siguientes hijos:
- Diego de Villela y Esquivel.
- José Vicente de Villela, casado con Ana Josefa de Mendoza y de la Cueva, con sucesión.
- Rodrigo de Villela y Esquivel.
- Teresa María de Villela, casada con Martín de Zavala y de la Maza, con sucesión.

| Predecesor: Jerónimo Hurtado del Águila | Rector de la Universidad de San Marcos 1667-1668 | Sucesor: Juan de Escalante y Mendoza |